# Staatliches Amt für Umwelt und Arbeitsschutz Ostwestfalen-Lippe
Das Staatliche Amt für Umwelt und Arbeitsschutz Ostwestfalen-Lippe (Abkürzung: StAfUA-OWL) war eine Landesbehörde von Nordrhein-Westfalen im Regierungsbezirk Detmold.
Mit Inkrafttreten des Bürokratieabbaugesetzes OWL am 1. April 2004 wurden die Staatlichen Ämter für Arbeitsschutz Detmold und Paderborn, die Staatlichen Umweltämter Bielefeld und Minden und Teile der Abteilung 5 der Bezirksregierung Detmold im neuen Staatlichen Amt für Umwelt und Arbeitsschutz OWL zusammengeführt. Die Aufgaben des neuen Amtes lagen in den Bereichen Immissionsschutz, Abfallwirtschaft, Arbeitsschutz und Wasserwirtschaft.
Zum 1. Januar 2007 wurde das StAfUA-OWL wieder aufgelöst. Die Aufgaben und die Mitarbeiter des Amtes wurden wieder von der Bezirksregierung Detmold übernommen.